# Trojnásobná vražda v Kostelci na Hané
Trojnásobná vražda v Kostelci na Hané se odehrála dne 29. dubna 2022 v obci Kostelec na Hané na Prostějovsku, kdy devětadvacetiletý Marek Protivánek v rodinném domě zavraždil svého mladšího bratra, sestru a otce. Obětem během několikahodinového útoku zasadil dohromady přes 250 bodných ran. Dle vyjádření soudkyně, státních zástupců i kriminalistů se jedná o případ, který svou brutalitou v předchozích letech nemá obdoby.

## Pachatel
V letech 2008–2012 absolvoval Gymnázium v Kojetíně. Od roku 2014 studoval na Univerzitě Palackého v Olomouci obor Mezinárodní rozvojová studia na Katedře rozvojových a environmentálních studií Přírodovědecké fakulty Univerzity Palackého. Studium ovšem v roce 2018 neúspěšně ukončil. Od září 2018 pracoval krátce jako montážní pracovník, od listopadu 2018 do ledna 2019 pak také krátce jako operátor výroby, příležitostně si přivydělával také na různých brigádách.
V době činu žil již řadu let v rodinném domě v obci Kostelec na Hané, nacházející se asi pět kilometrů od Prostějova. V době činu byl již několik let nezaměstnaný, s rodinou, přestože žil ve společné domácnosti, prakticky nekomunikoval, zároveň se dlouhodobě na chodu domácnosti odmítal podílet.
V roce 2015 zemřel Protivánkův starší bratr Radek, trpící schizofrenií, který spáchal sebevraždu. V roce 2017 mu rovněž zemřela matka.
V minulosti trpěl rovněž závislostí na alkoholu, členy rodiny měl také v minulosti fyzicky napadnout. Až do spáchání činu nicméně nebyl nikdy předtím trestně stíhaný.

### Prodej podílu na domě
Krátce před činem Protivánek prodal bez vědomí ostatních členů rodiny svůj desetinový podíl na domě, který o několik let dříve zdědil po své zesnulé matce, a to za pouhých 100 tisíc korun, tedy poměrně hluboko pod tržní cenou. Poté, co se tuto skutečnost dozvěděli zbylí členové rodiny, mu dali ultimátum, a 28. dubna předali dopis, kterým ho k 30. dubnu 2022 vyzvali k opuštění nemovitosti, v opačném případě chtěli situaci řešit přes policii. Krátce před činem měl přijít také o podíl v rodinné firmě.

## Vraždy

### Oběti
Oběťmi vraždy byli jeho mladší bratr Vít (* 1998), sestra Aneta (* 2000) a otec Jiří (* 1965). Sourozenci Vít i Aneta byli studenti vysoké školy, otec měl několik různých zaměstnání.

### Průběh
Poté, co obdržel dopis, kterým jej rodina vyzvala k opuštění nemovitosti, si celý čin dopředu pečlivě naplánoval. Den před činem si nastudoval denní režim jednotlivých členů rodiny a pořídil si dvě dýky s čepelemi dlouhými asi 20 centimetrů. K útoku využil rovněž taktické rukavice.
Brzy ráno 29. dubna 2022 počkal, než otec odejde do práce, nejmladší sestra odejde do školy a starší ze sester půjde vyvenčit psa. Jakmile v domě zůstal jen jeho bratr, zaútočil na něj zezadu noži v jeho vlastním pokoji během toho, co hrál na počítači. Zasadil mu asi osmdesát bodných ran do krku, hlavy, hrudníku, břicha i končetin. Po útoku se vrátil do svého pokoje. Po jedenácté hodině se domů vrátila sestra Aneta, kterou po příchodu domů napadl v předsíni. Útočníkovi se aktivně bránila, nakonec však zraněním podlehla, když jí útočník zasadil 104 bodných ran. Krátce po dvanácté hodině přišla domů zpět i sedmnáctiletá sestra, které pachatel sebral mobilní telefon, poté ji donutil svléknout se jen do spodního prádla a zamkl ji na záchodě. Podle jeho slov ji ušetřil, protože byla ze všech členů rodiny „nejméně vinna“. Po čtrnácté hodině napadl již ve vchodových dveřích také svého otce, který mezitím přijel domů, přičemž jej nejprve bodl do krku. Ten se pokusil pachateli utéct, před domem nicméně zkolaboval a krátce poté vykrvácel. Protivánek mu během útoku nakonec zasadil celkem 66 bodných ran. Po útoku zamknul vchodové dveře a vrátil se do svého pokoje, kde čekal na příjezd policie. Při následném zatčení uvnitř domu poté nekladl odpor.
Bezvládné tělo pachatelova otce našel krátce po činu čtrnáctiletý Martin Hublar, který se právě vracel od zubaře. Ten přivolal záchrannou službu a okamžitě začal poskytovat první pomoc. Za tento čin mu poté osobně poděkoval hejtman Olomouckého kraje Josef Suchánek.
Během útoků na své oběti se pachatel zaměřoval na oblast krku. Dle svých slov byl přesvědčen, že v právě v této části je lidské tělo nejzranitelnější, a své oběti tak zavraždí snáze. Mezi jednotlivými útoky si zároveň nože přibrušoval a mazal olejem, neboť se dočetl, že tak lépe vnikají do těla oběti.

## Odsouzení
Ihned po činu se přiznal. Uvedl, že členové rodiny mu dlouhodobě svým chováním ubližovali, a to mimo jiné tím, že jej chtěli z domu vystěhovat. Dále ho prý dle jeho slov štvaly opakované urážky. Všechny tři zavražděné pak dle svých slov nenáviděl stejně. Měl také uvést, že mu rodina zničila život.
Podle znalců trpí pachatel schizoidní poruchou osobnosti, která mimo jiné dotyčnému významně ztěžuje vnímání emocí ostatních, v době činu nicméně pachatel dle znalce dobře věděl, co dělá. Soudní znalec dále uvedl, že pachatel po činu lituje jen sám sebe. Sám pachatel při výpovědi uvedl, že během vraždění necítil žádné emoce. Soudkyně krajského soudu uvedla, že pachatel jednal surovým a trýznivým způsobem, a to po předchozím uvážení.
V dubnu 2023 jej Krajský soud v Brně odsoudil k doživotnímu trestu odnětí svobody. Zároveň má pozůstalé sestře uhradit odškodnění ve výši 9 milionů korun. V létě 2023 nabyl rozsudek právní moci, když se proti němu žádná ze stran neodvolala.